# Список глав государств в 221 году
Список глав государств в 220 году — 221 год — Список глав государств в 222 году — Список глав государств по годам

## Африка
- Мероитское царство (Куш) — Ариесбехе, царь (209 — 228)

## Азия
- Армения Великая — Тиридат II, царь (217 — 252)
- Гассаниды — Джафна I ибн Амр, царь (220 — 265)
- Дханьявади — Тюрия Дипати, царь[англ.] (198 — 245)
- Западные Кшатрапы — Рудрасана I, махакшатрап (200 — 222)
- Иберия — Ваче, царь (216 — 234)
- Китай (Период Троецарствия):
  - Вэй — Цао Пи, император (220 — 226)
  - Шу — Лю Бэй, император (221 — 223)
- Корея (Период Трех государств):
  - Конфедерация Кая — Кодын, ван (199 — 259)
  - Когурё — Сансан, тхэван (197 — 227)
  - Пэкче — Кусу, король (214 — 234)
  - Силла — Нэхэ, исагым (196 — 230)
- Кушанское царство — Васудэва I, великий император (191 — 226)
- Осроена — Ману IX, царь (216 — 242)
- Паган — Пьюсоти, король[англ.] (167 — 242)
- Парфия:
  - Вологез V, шах (208 — 223)
  - Артабан V, шах (216 — 224)
- Сатавахана — Пулумави III, махараджа (216 — 224)
- Тоба — Тоба Ливэй, вождь (219 — 277)
- Чера — Янаикат-сей Мантаран Черал, царь (201 — 241)
- Япония — Дзингу Кого, регент (201 — 269)

## Европа
- Боспорское царство — Рескупорид III, царь (210 — 228)
- Ирландия — Лугайд мак Кон, верховный король (195 — 225)
- Римская империя:
  - Гелиогабал, римский император (218 — 222)
  - Гай Веттий Грат Сабиниан, консул (221)
  - Марк Флавий Вителлий Селевк, консул (221)

## Галерея

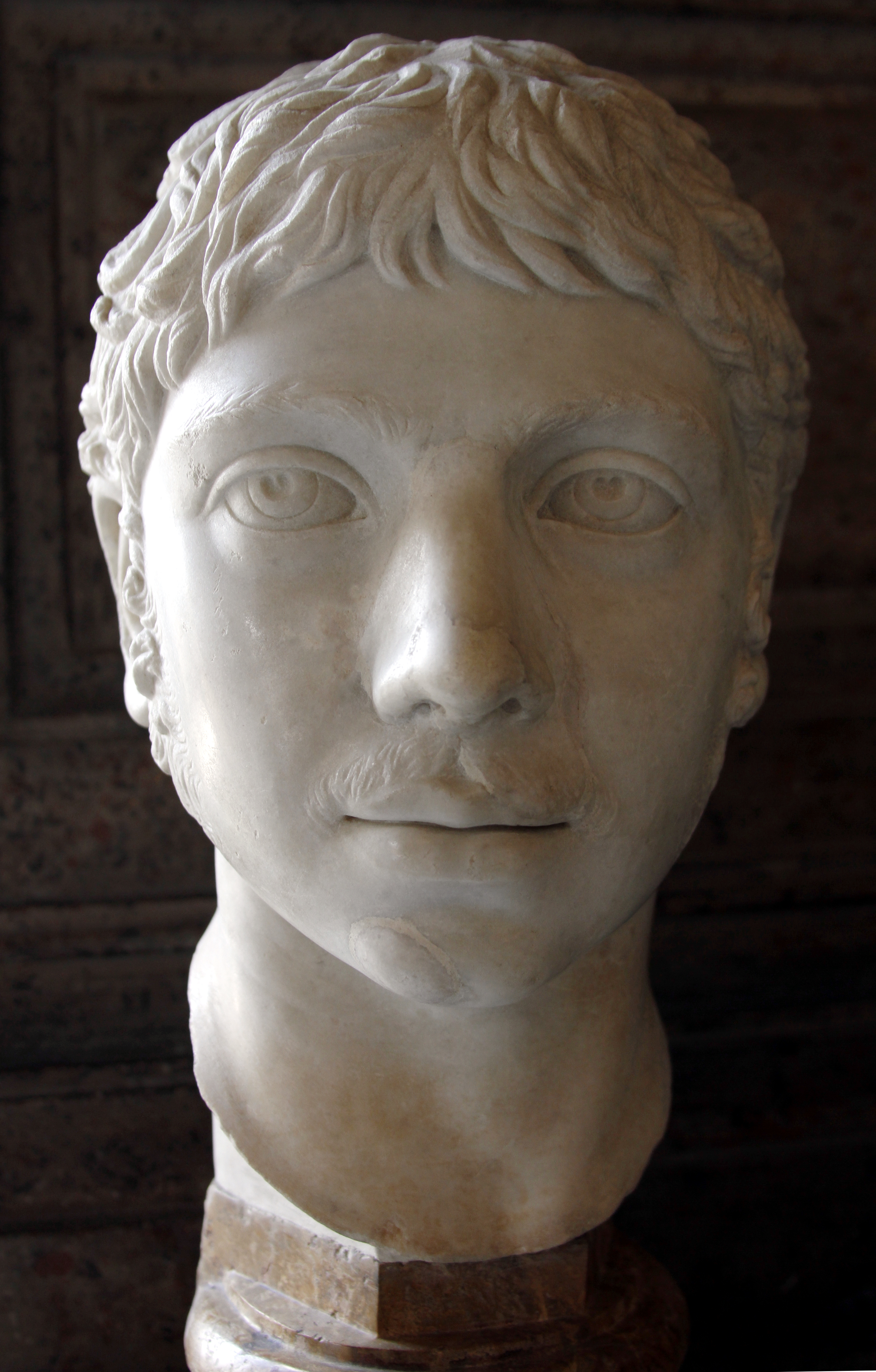
Гелиогабал 218—222 Император Римской империи
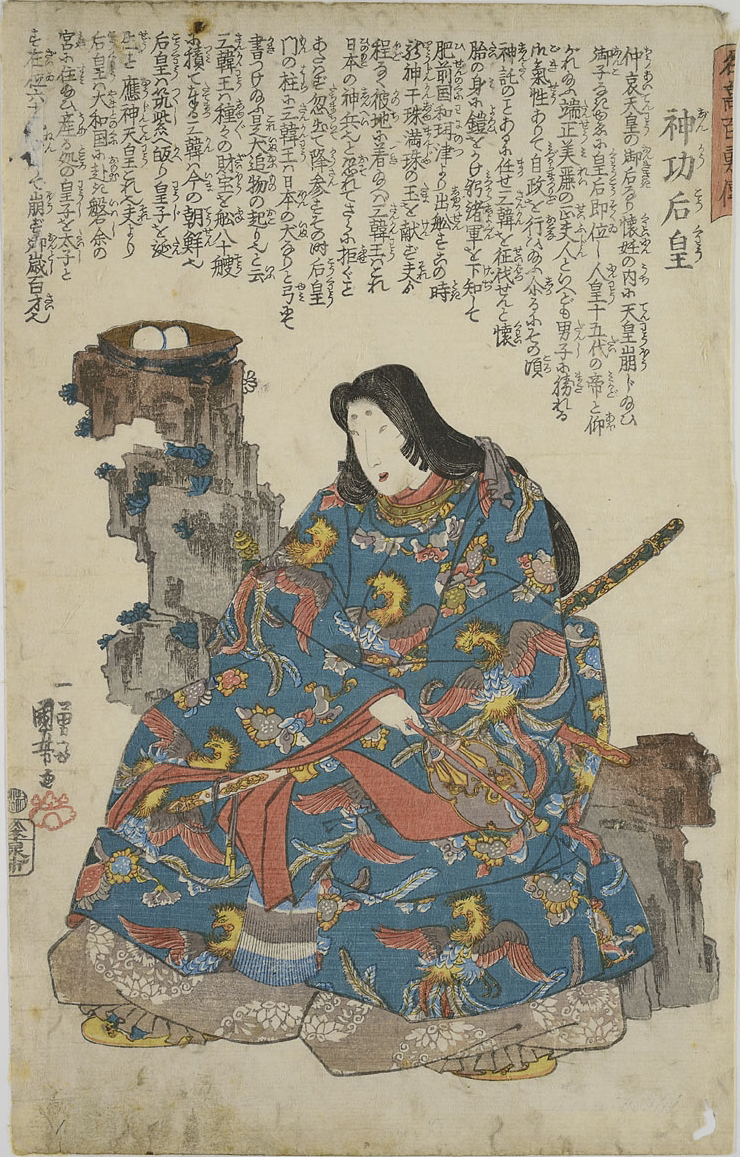
Дзингу 201—269 Императрица Японии